# Opština Prilep
Prilep (makedonsky Прилеп) je opština na jihu Severní Makedonie. Prilep je také název města, které je centrem opštiny. Nachází se v Pelagonském regionu.

## Geografie
Opština sousedí na severu s opštinami Čaška a Dolneni, na východě s opštinou Kavadarci, na západě s opštinami Krivogaštani, Mogila a Novaci, a na jihu s Řeckem.
Nachází se na severovýchodě Pelagonského údolí a spadá do historického regionu Mariovo.
Centrem opštiny je město Prilep, kde žije většina obyvatel.
Vesnice: Alinci, Belovodica, Berovci, Bešište, Bonče, Čanište, Carevikj, Čepigovo, Čumovo, Dabnica, Dren, Dunje, Erekovci, Galičani, Golemo Konjari, Golem Radobil, Kadino Selo, Kalen, Kanatlarci, Klepač, Kokre, Krstec, Kruševica, Lopatica, Mal Radobil, Malo Konjari, Malo Ruvci, Manastir, Marul, Mažučište, Nikodin, Novo Lagovo, Oreovec, Peštani, Pletvar, Podmol, Polčište, Prilepec, Prisad, Rakle, Selce, Staro Lagovo, Šeleverci, Štavica, Toplica, Topolčani, Trojaci,Trojkrsti, Veprčani, Veselčani, Vitolište, Volkovo, Zagorani
Zaniklé vesnice: Gugjakovo, Lenište, Melnica, Pešterica, Smolani, Stari Prisad, Vrpsko, Pisokal, Zapološko, Živovo

## Demografie
Podle posledního sčítání lidu z roku 2021 žije v opštině 69 025 obyvatel. Etnickými skupinami jsou:
- Makedonci – 58 349 (84,53 %)
- Romové – 3 966 (5,75 %)
- Turci – 1 060 (1,54 %)
- Albánci – 127 (0,18 %)
- Bosňáci – 117 (0,17 %)
- Srbové – 113 (0,16 %)
- Valaši – 30 (0,04 %)
- ostatní a neuvedeno – 5 263 (7,62 %)